# Rubeus Hagrid
Rubeus Hagrid (r. 6. prosinca, o. 1928.) imaginaran je lik iz serije romana o Harryju Potteru. Gotovo je uvijek oslovljavan prezimenom. Hagrid je čuvar ključeva i posjeda u Hogwartsu i profesor Skrbi za magična stvorenja.
Dvaput je viši i gotovo triput širi od prosječnog čovjeka. Voli "obične" životinje i magična stvorenja, a pogotovo one neobične i opasne. J. K. Rowling rekla je da se Hagrid ne zanima za pitoma magična stvorenja zato što u tome ne vidi izazov.
U filmovima, koji se temelje na romanima o Harryju Potteru, Hagrida glumi škotski glumac Robbie Coltrane, a u nekim scenama gdje bi trebala biti naglašena njegova visina Hagrida glumi bivši engleski igrač ragbija, Martin Bayfield. J.K.Rowling izjavila je da je zamišljala upravo Coltranea u ulozi Hagrida dok je pisala romane.

## Radna mjesta
- Član Reda Feniksa
- Lovočuvar u Hogwartsu
- Profesor Skrbi za magična stvorenja

## Uloga u priči
Hagrid ima ulogu u priči da uvede Haryja čarobnjački svijet i pomogne mu sa školovanjem.

## Hagrid i Harry
U Harryju Potteru i Kamenu mudraca Dumbledore je Hagridu dao zadatak da spasi malog Harryja iz ostataka kuće njegovih roditelja nakon što ih je ubio Lord Voldemort, a kasnije (nakon 10 godina) ponovno je dobio zadatak da pronađe Harryja i da mu pomogne kupiti sve potrepštine za školu i uvede ga u čarobnjački svijet.

## Hagridovi kućni ljubimci

### Aragog
Aragog (1942.-1997.) bio je Akromantula, ogroman pauk. Hagrid ga je imao još u Hogwartsu, i držao ga je skrivenog u jednom ormaru. Otkrivanje pauka bilo je jedan od razloga Hagridovog izbacivanja iz škole; kad je Tom Riddle optužio Hagrida da je Slytherinov potomak, sumnja je pala i na Aragoga kao čudovište potomka, koje je zapravo bilo bazilisk.
Nako što je Hagrid izbačen iz Hogwartsa, Aragog je živio u Zabranjenoj šumi. Hagrid mu je čak pronašao i družicu, Mosag, s kojom je Aragog imao mnogo potomaka pa je postao vođa cijele kolonije Akromantula. Bio je zahvalan Hagridu pa je zabranio svojoj djeci da ga napadnu i pojedu (ali zabrana se nije odnosila na nikoga drugog što su Harry, Ron i Očnjak doznali na teži način u Odaji Tajni). Aragog je do kraja života ostao u šumi, polako je oslabio i oslijepio i umro je u Princu miješane krvi.

### Očnjak
Očnjak (Fang) je veliki lovački pas, i čini se da je uz iznimku svoje veličine sasvim običan pas. I dok je Očnjakov izgled zastrašujuć, on je zapravo, Hagridovim riječima - kukavica. Čini se da Očnjak najviše voli Harryja.

### Bundi
Bundi (Fluffy) troglavi je pas kojeg je Hagrid iskoristio za čuvanje propadališta koje vodi do podzemne odaje u kojoj je bio sakriven Kamen mudraca u Harryju Potteru i kamenu mudraca. Jedini način da se prođe pokraj Bundija bio je da ga se uspava sviranjem.
U Kamenu mudraca profesor Quirrell prošao je pokraj Bundija svirajući harfu, a Ron, Harry i Hermiona koristili su frulu koju je Harryju dao Hagrid. 
U knjizi je Hagrid kupio Bundija od nekog Grka kojeg je sreo u pubu, a u filmu ga je dobio od nekog Irca. J. K. Rowling u jednom je intervjuu rekla da je Bundi, jednom kad više nije morao čuvati Kamen, pušten u Zabranjenu šumu.

### Norbert
Norbert je zmaj (norveški Kukudrilo) kojeg je Hagrid dobio još kao jaje. Ministarstvo magije vodi zmajska jaja kao zabranjenu robu A-klase. Nakon što se izlegao, postajao je sve veći i opasniji pa su Harry, Ron i Hermiona nagovorili Hagrida da Norberta da Ronovom starijem bratu, Charlieju koji proučava zmajeve u Rumunjskoj. Većina priče o Norbertu izbačena je iz prvog filma zbog vremenskog ograničenja. U Harry Potter i Darovi smrti, Hagrid na vjenčanju Billa i Fleur upita Charlieja Weasleyja za Norbeta, a on mu kaže da je Norbet ženka i da ga odsad zovu Norbeta.

### Kljunoslav/Letimir
Kljunoslav je hipogrif. U Harryju Potteru i zatočeniku Azkabana nakon napada na Draca Malfoya, kojeg je isprovocirao sam Malfoy svojim ponašanjem, osuđen je na smrt, ali su ga spasili Harry i Hermiona. Nakon toga živio je skriven sa Siriusom Blackom na Grimmaludovom trgu.
Nakon Siriusove smrti, Kljunoslav je vraćen Hagridu, ali mu je ime promijenjeno u Letimir kako bi se prikrio njegov stvarni identitet. Kao i svi hipogrifi, tako i Kljunoslav voli jesti male sisavce, a pogotovo lasice.
| Prethodnik Ogg | Lovočuvar u Hogwartsu | Nasljednik / |

| Prethodnik Profesor Kettleburn | Profesor Skrbi za magična stvorenja | Nasljednik / |

## Vanjske poveznice
- Hagrid - Harry Potter Lexicon